# 5675 Evgenilebedev

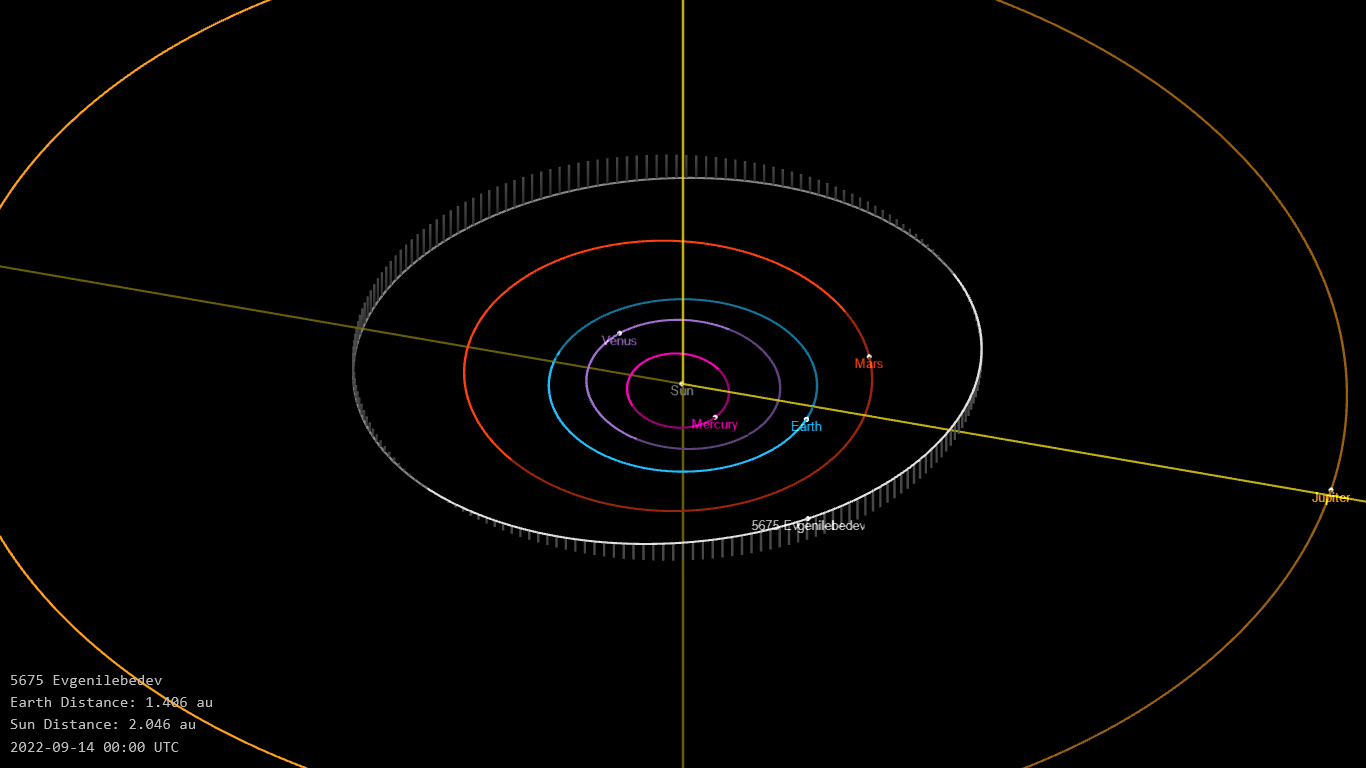

5675 Evgenilebedev è un asteroide della fascia principale. Scoperto nel 1986, presenta un'orbita caratterizzata da un semiasse maggiore pari a 2,3666834 UA e da un'eccentricità di 0,1387148, inclinata di 5,72330° rispetto all'eclittica.